# 西藏玉山竹
西藏玉山竹（学名：Yushania xizangensis）为禾本科玉山竹属下的一个种。

## 扩展阅读
- 維基物種上的相關：西藏玉山竹